# 阿纳托利·利亚多夫
阿纳托利·康斯坦丁诺维奇·利亚多夫（羅馬化：Anatoly Konstantinovich Lyadov；1855年5月11日—1914年8月28日），俄罗斯作曲家，音乐教育家。早年入圣彼得堡音乐学院，后结识强力集团成员，并从里姆斯基-科萨科夫学习，1878年毕业后留校任教。他与别利亚耶夫关系密切，曾向他推荐年轻的格拉祖诺夫的作品。
利亚多夫的作品大部分都是各种小品，以《魔湖》《基基莫拉》《巴巴·亚加》等交响诗最为著名，他在这些作品中采用了类似于印象主义的技巧。其他作品多数有明显的俄罗斯风格。

## 外部連結
- 阿纳托利·利亚多夫的免费乐谱，由国际乐谱典藏计划提供
- 互联网档案馆中阿纳托利·利亚多夫的作品或与之相关的作品